# 黑帶戴氏魚
黑帶戴氏魚，為輻鰭魚綱鱸形目鱸亞目擬雀鯛科的一種，分布於中西太平洋南中國海海域，深度1-5公尺，為熱帶海水魚，體長可達16.7公分，棲息在珊瑚礁礁坡水域，生活習性不明。

## 擴展閱讀
維基物種上的相關：黑帶戴氏魚